# Borís Kustódiev
Borís Kustódiev (rus: Бори́с Миха́йлович Кусто́диев)  (Astracan, 23 de febrer de 1878 (Julià) - Sant Petersburg, 28 de maig de 1927), nom complet amb patronímic Borís Mikhàïlovitx Kustódiev, fou un pintor i decorador de teatre rus.

## Biografia
Borís Kustódiev nasqué a Astracan fill d'un professor de filosofia, història, literatura i lògica. El seu pare morí aviat i la seva mare se'n va haver d'encarregar de tot Les dificultats econòmiques de la seva infantesa el marcaren també artísticament.
Entre 1893 i 1896, va estudiar art a Astrakhan sota Pàvel Vlàssov, un deixeble de Vassili Perov. Després estudià art a Sant Petersburg, a l'Acadèmia Imperial d'Arts i també escultura sota i aiguaforts amb Vassili Maté. Va fer la seva primera exposició l'any 1896.
Va visitar becat França i Espanya el 1904. Assistí a l'estudi privat de René Ménard a París. El 1907 anà a Itàlia i el 1909 a Àustria i Alemanya. Per causa de la Revolució Russa de 1905, va contribuir en les revistes satíriques Jupel ("Espantall") i Adskaia Potxta ("Correu de l'Infern"). Va conèixer els artistes innovador del grup Mir iskusstva ("Món d'Art") amb qui es va associar el 1910.
El 1905, Kustodiev va començar a il·lustrar llibres, entre ells els de la literatura clàssica russa com els de Nikolai Gógol, Mikhaïl Lérmontov i Lev Tolstoi.

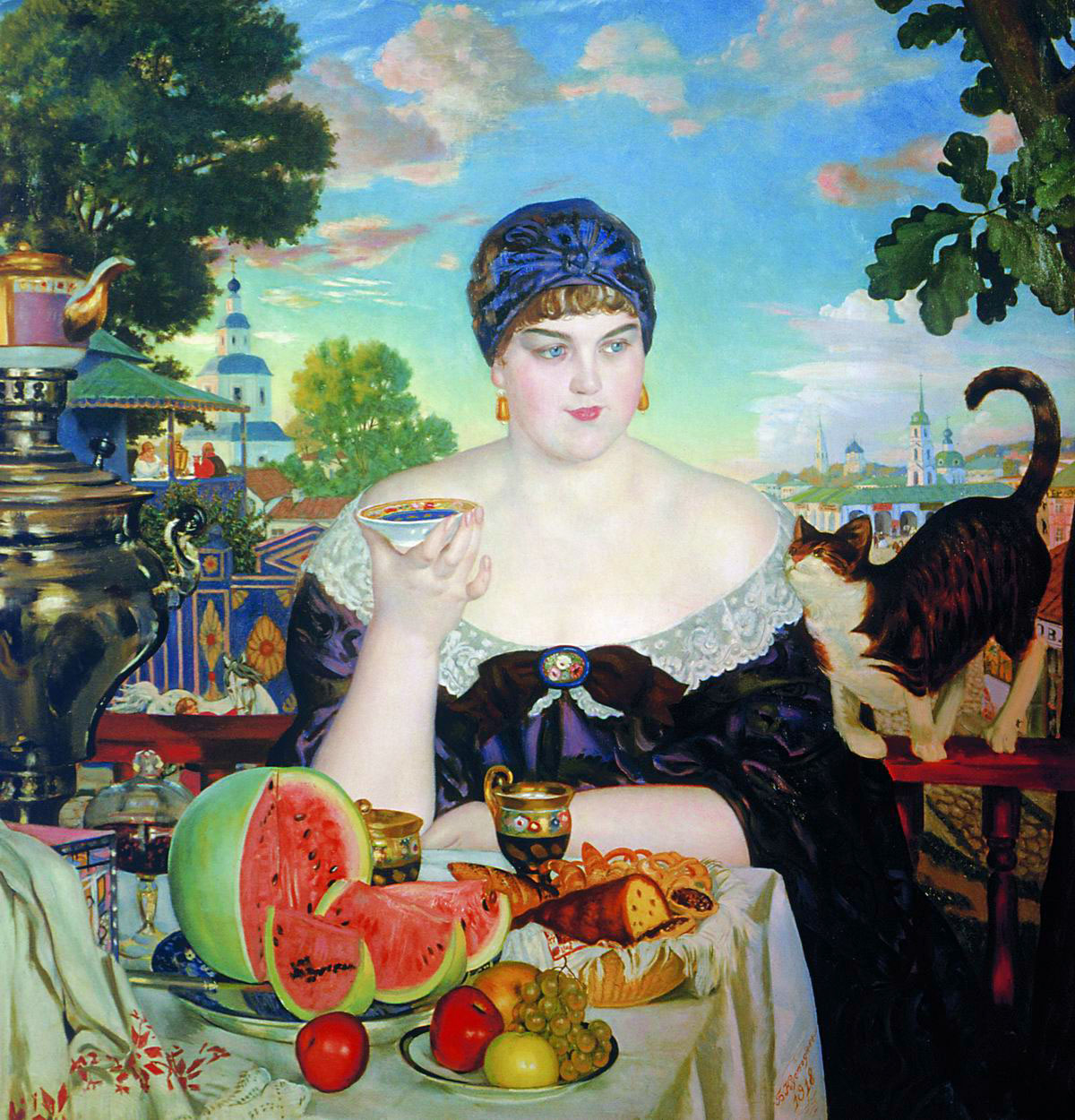
L'Esposa del Mercader, (1918).

L'any 1916, va quedar paraplègic. però va continuar actiu. Va continuar treballant després de la Revolució Russa de 1917. també va fer litografia.

### Dissenyador de teatre
El seu primer treball com a decorador de teatre va ser el 1911, quan va dissenyar per la representació de l'obra Un cor ardent d'Aleksandr Ostrovski la qual va tenir molt d'èxit. El 1913, va dissenyar l'escenari i el vestuari per La Mort de Pazukhin en el Teatre de l'Art de Moscou. Després va fer els dissenys per altres obres d'Ostrovski.
l'any 1923, Kustodiev es va unir a l'Associació d'Artistes de la Rússia Revolucionària. Morí de tuberculosi el 1927.

## Algunes obres

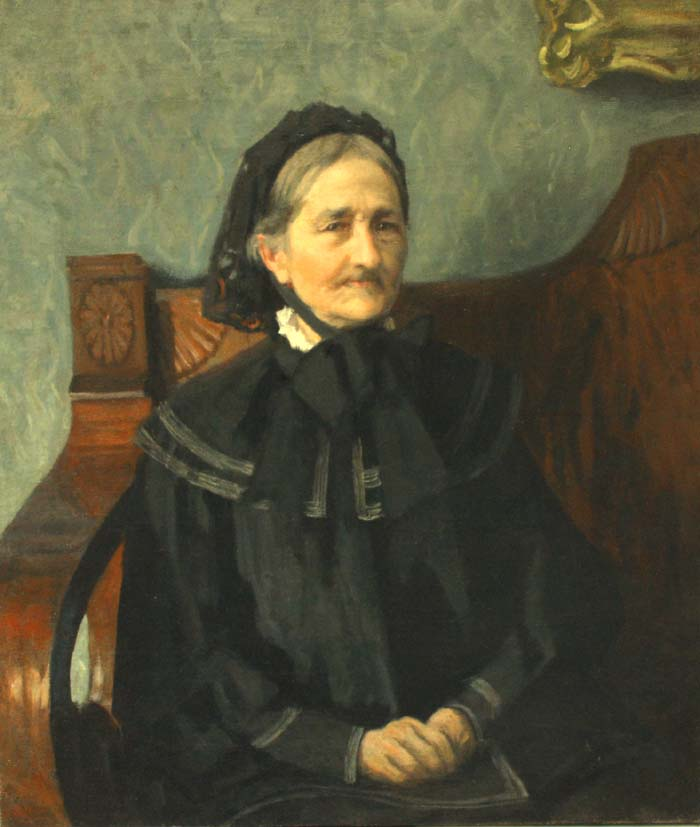
Retrat d'Elizabeta Grigorievna Púixkina
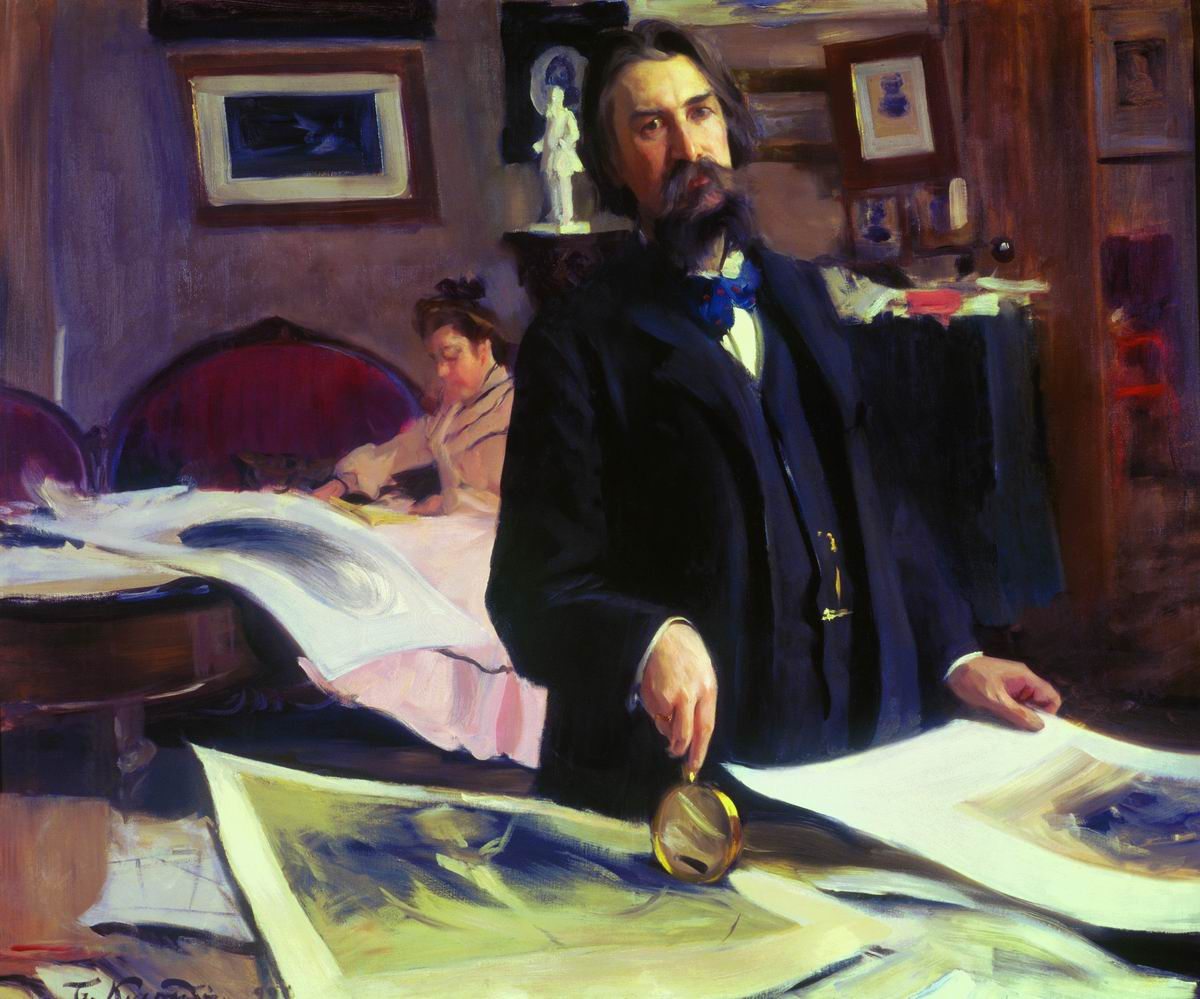
Retrat de Vassili Maté (1902)
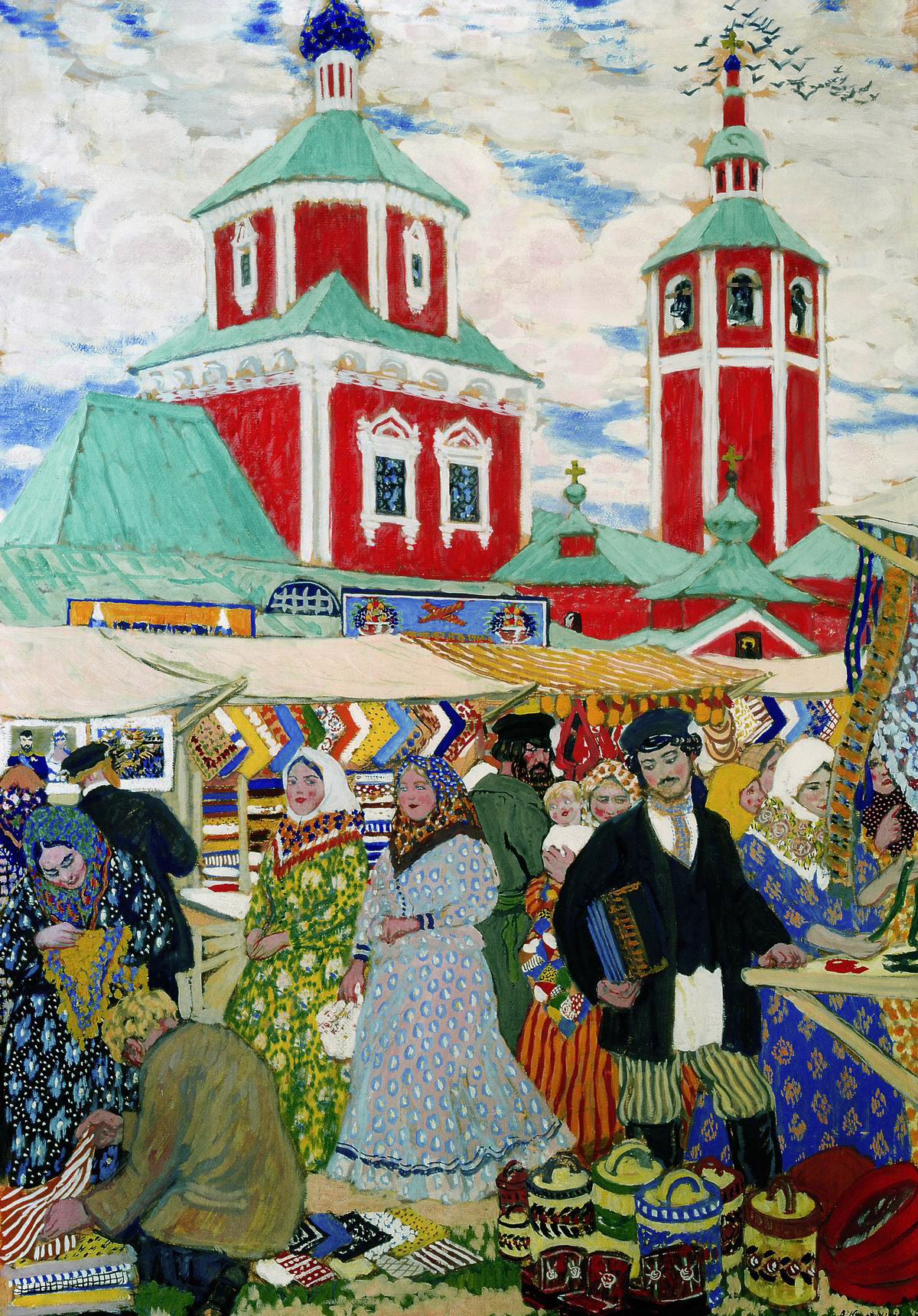
Fira (1910)
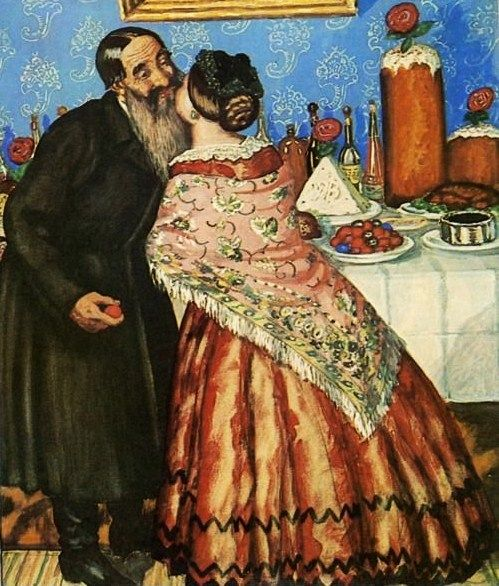
Pàsqua (1912)
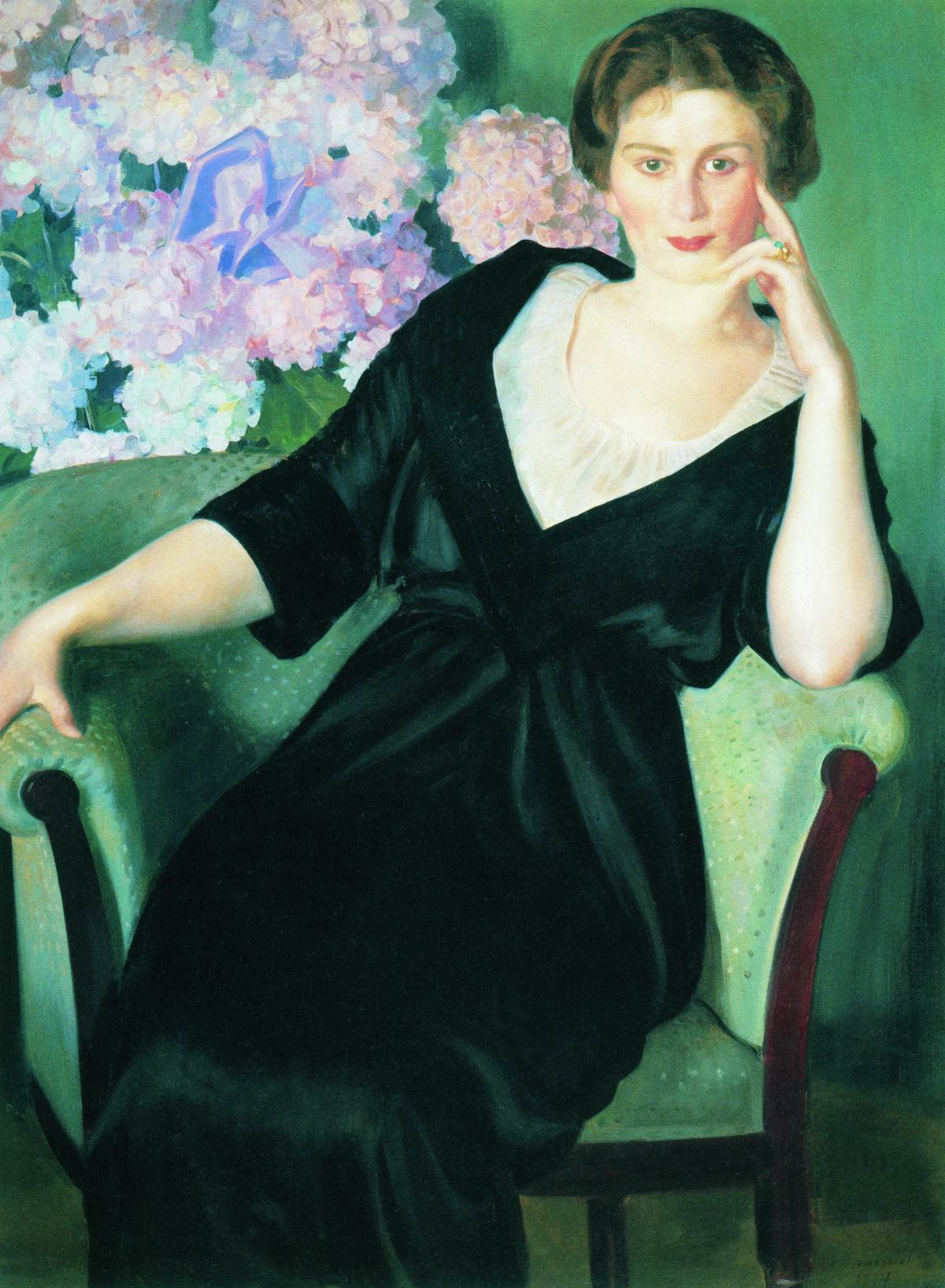
Retrat de Renee Notgaft (1914)
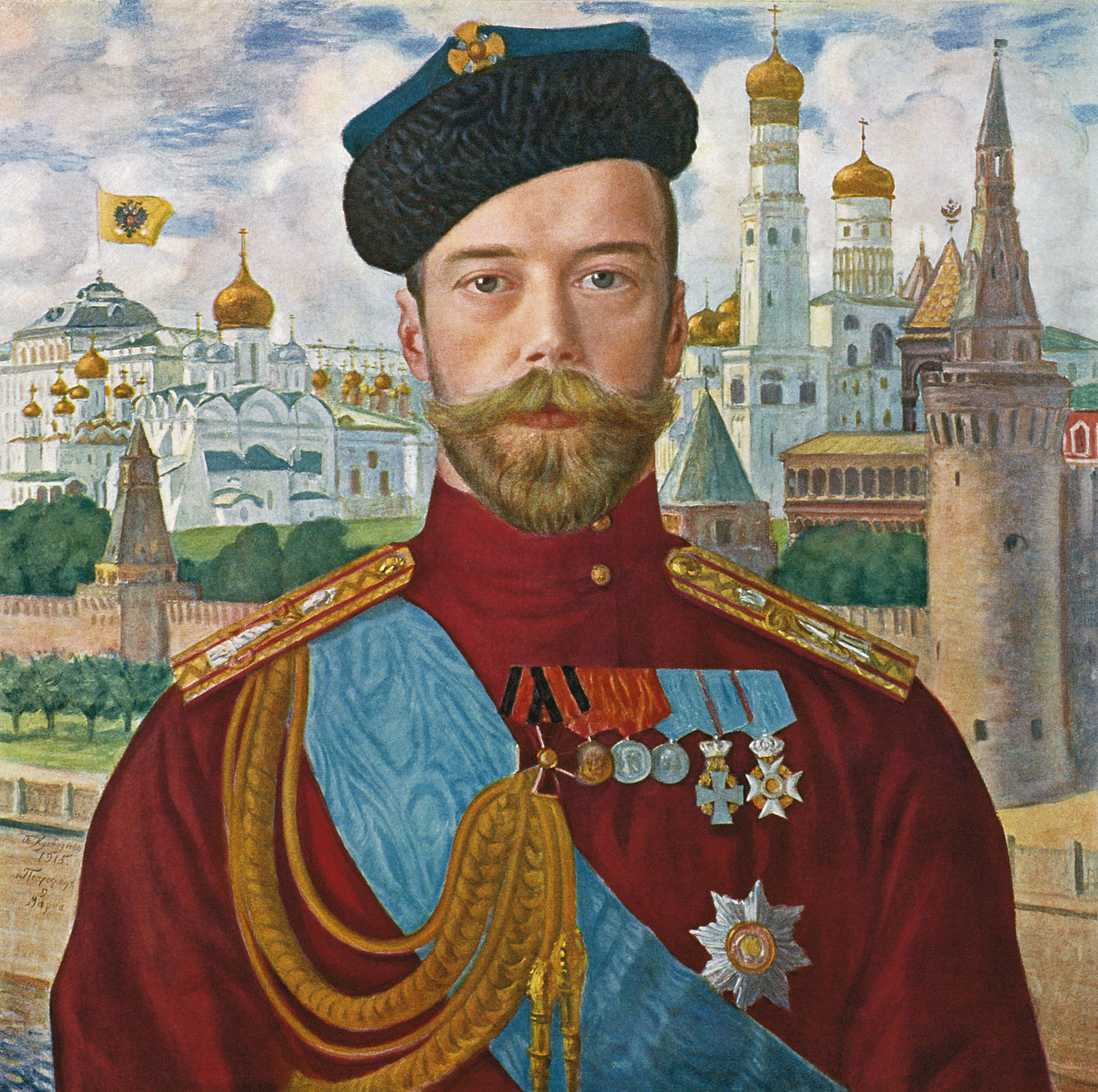
Tsar Nicolau II de Rússia (1915)
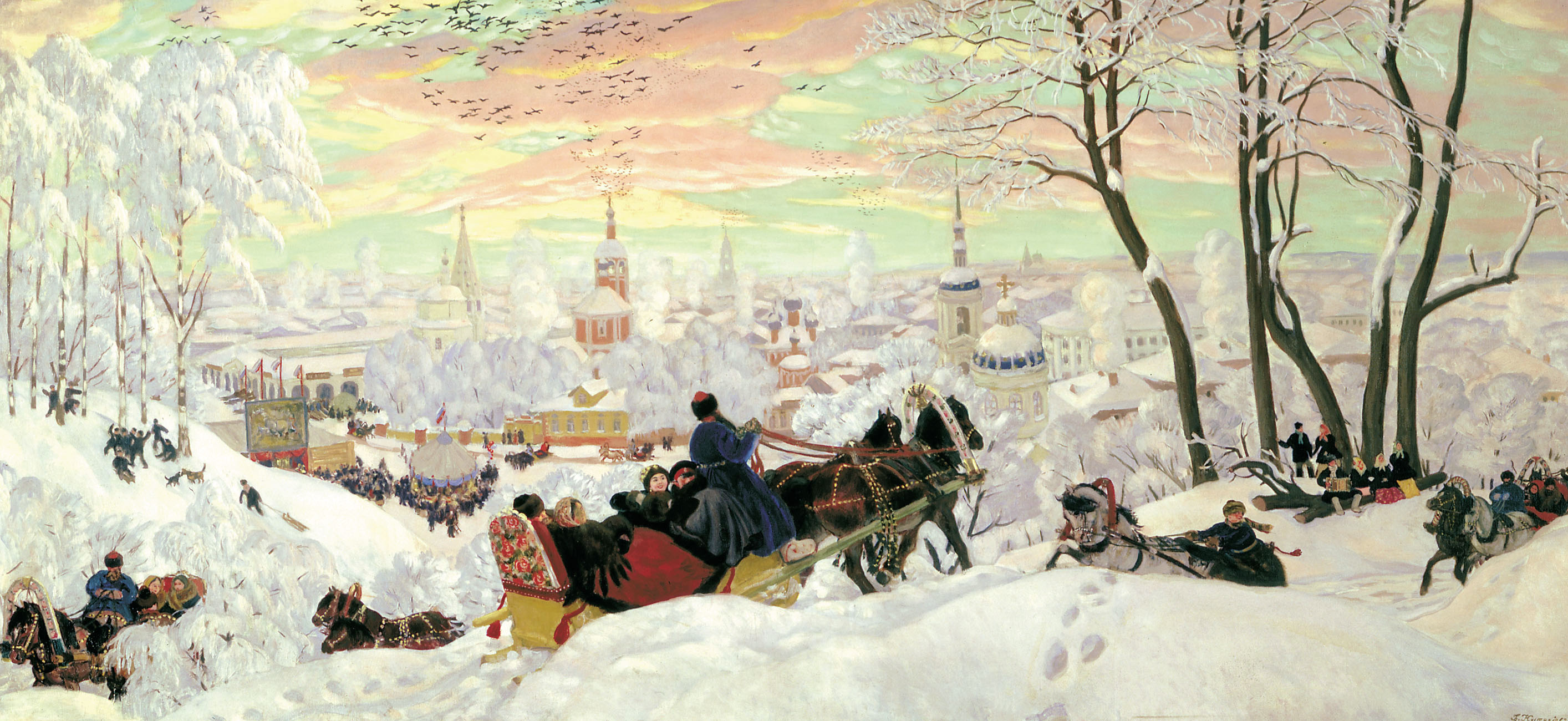
Maslenitsa Dimarts (1916)
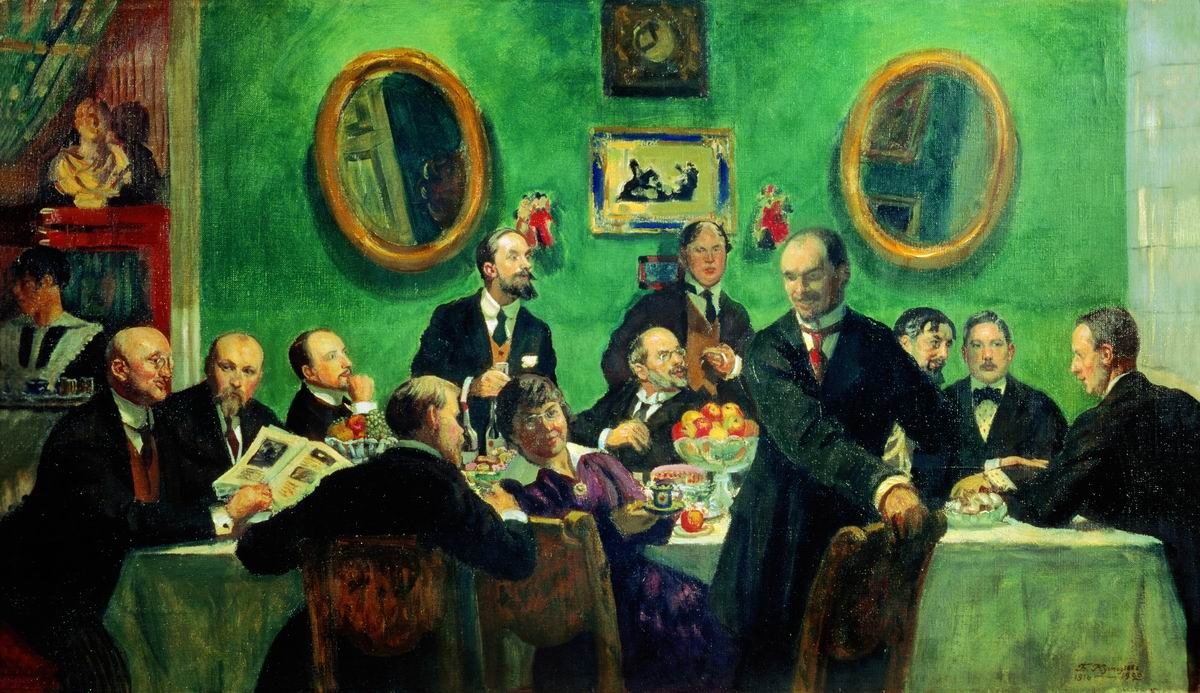
Membres de Mir iskusstva (1916–1920)
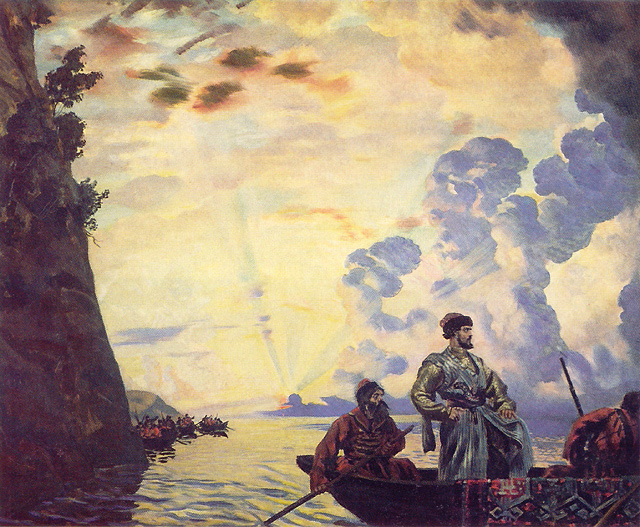
Stenka Razin (1918)
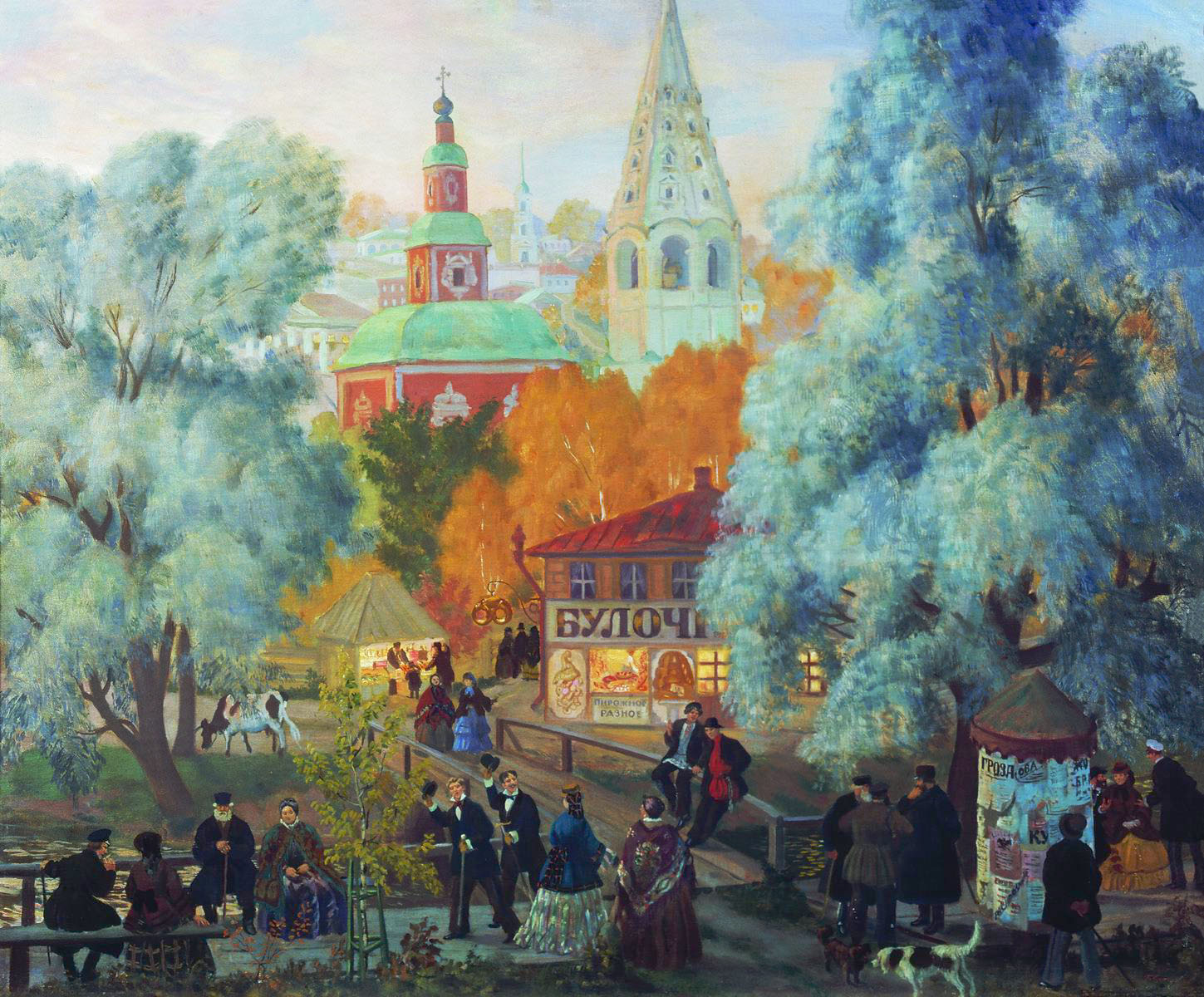
Camp (1919)
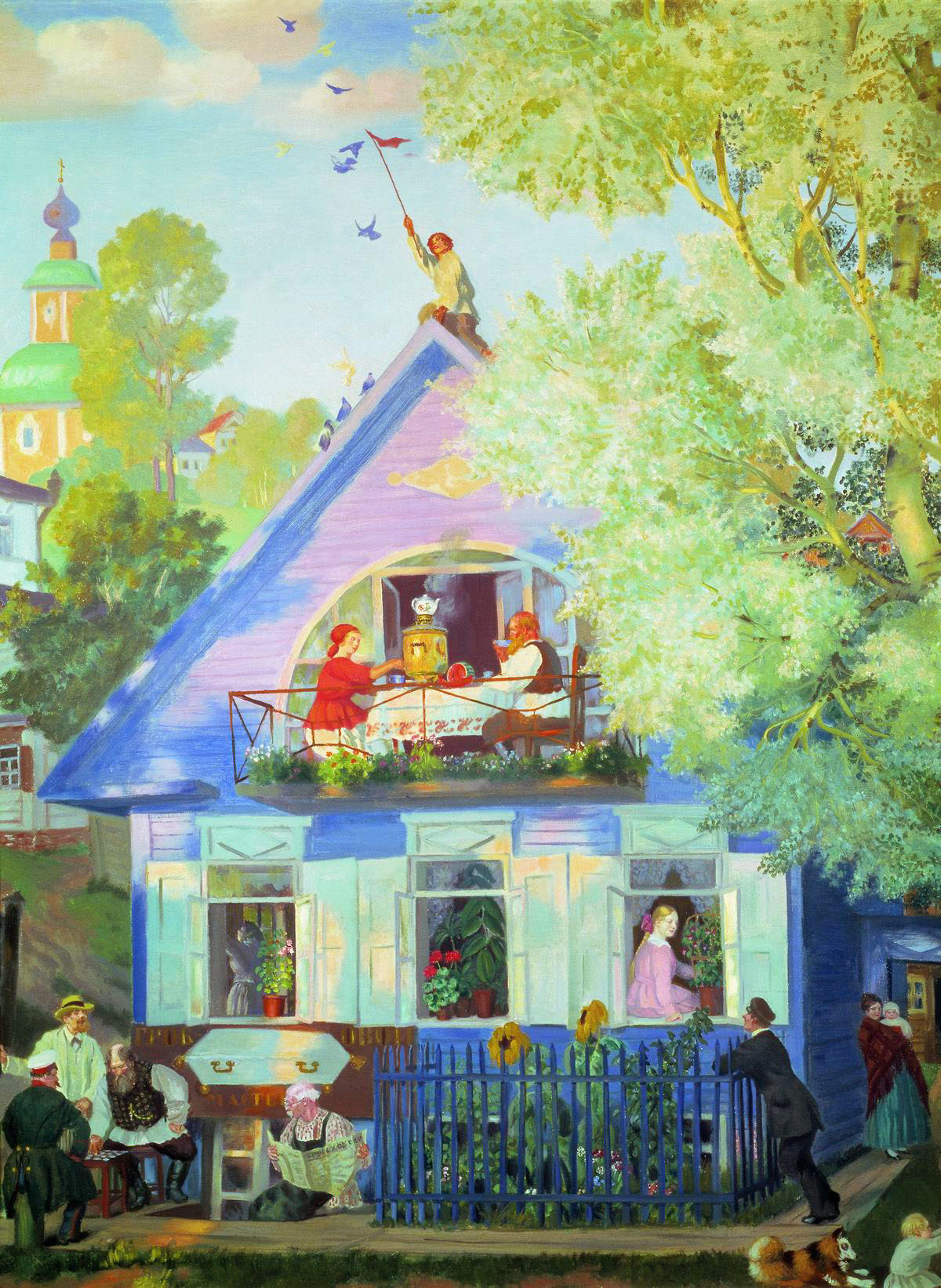
Casa blava (1920)
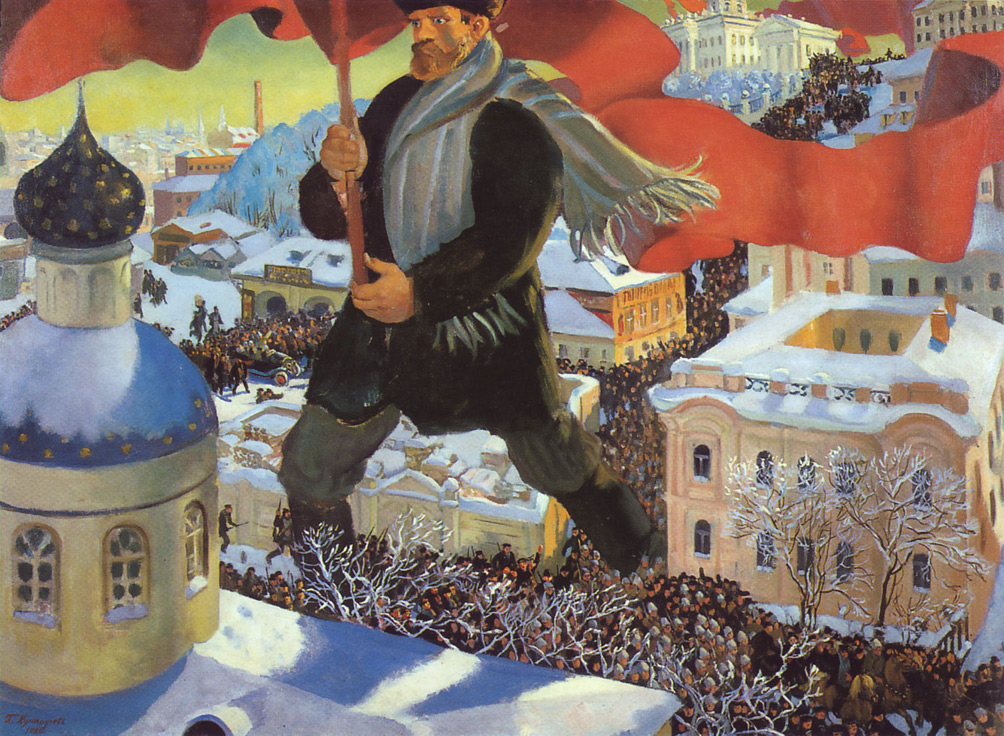
Bolxevic (1920)
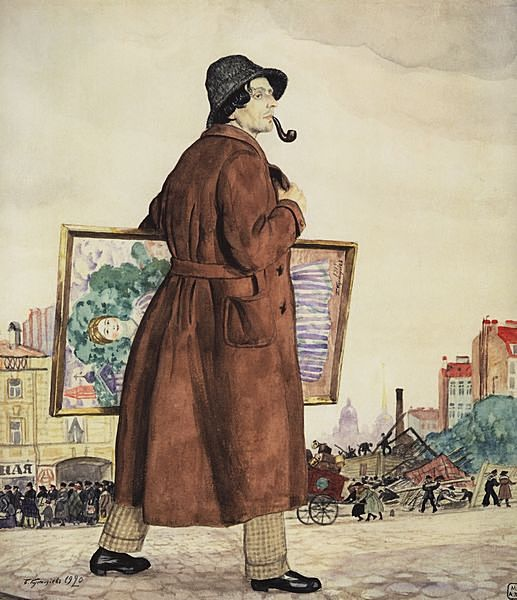
Isaak Brodski (1920)
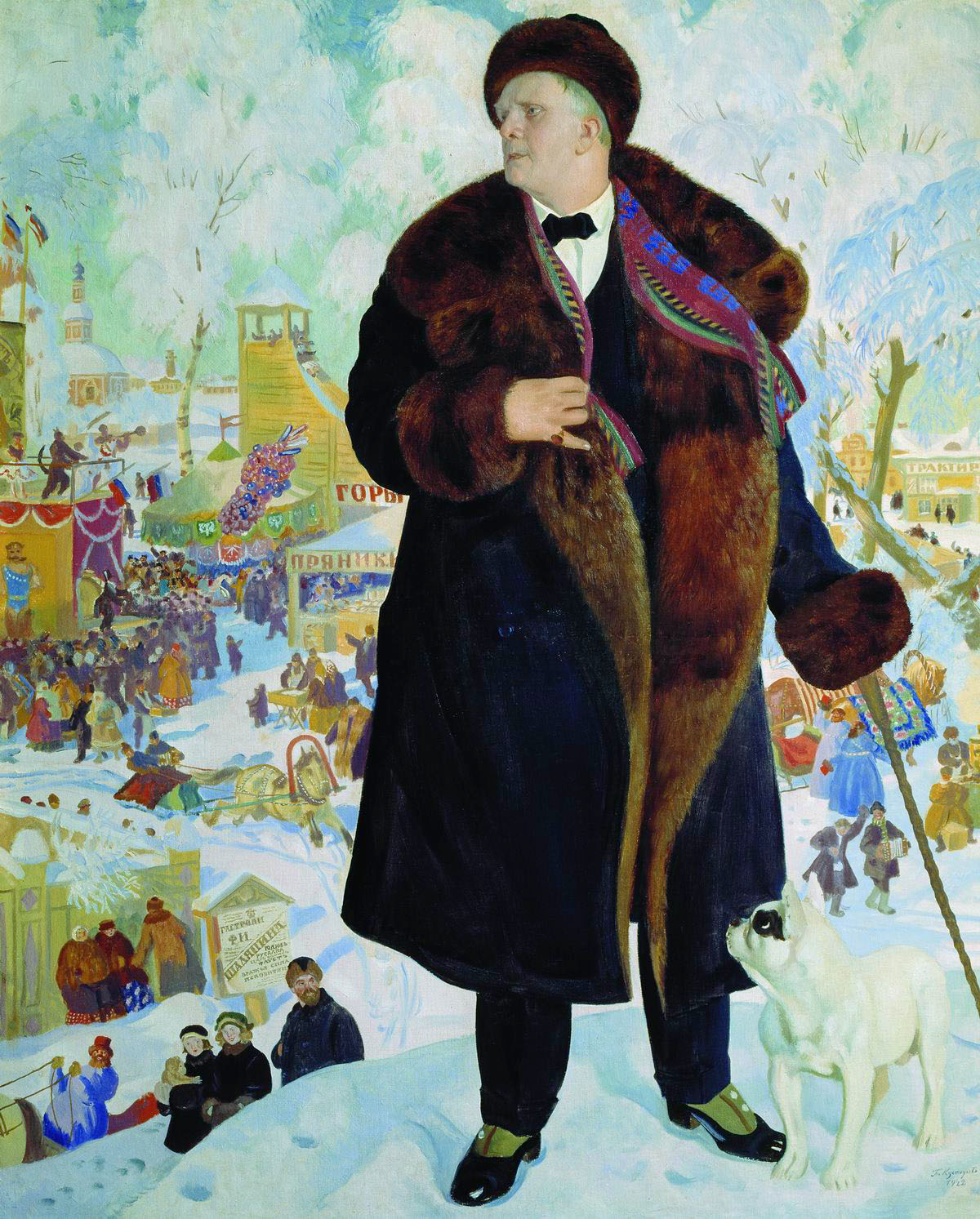
Xaliapin o Retrat de Chaliapin (1921)
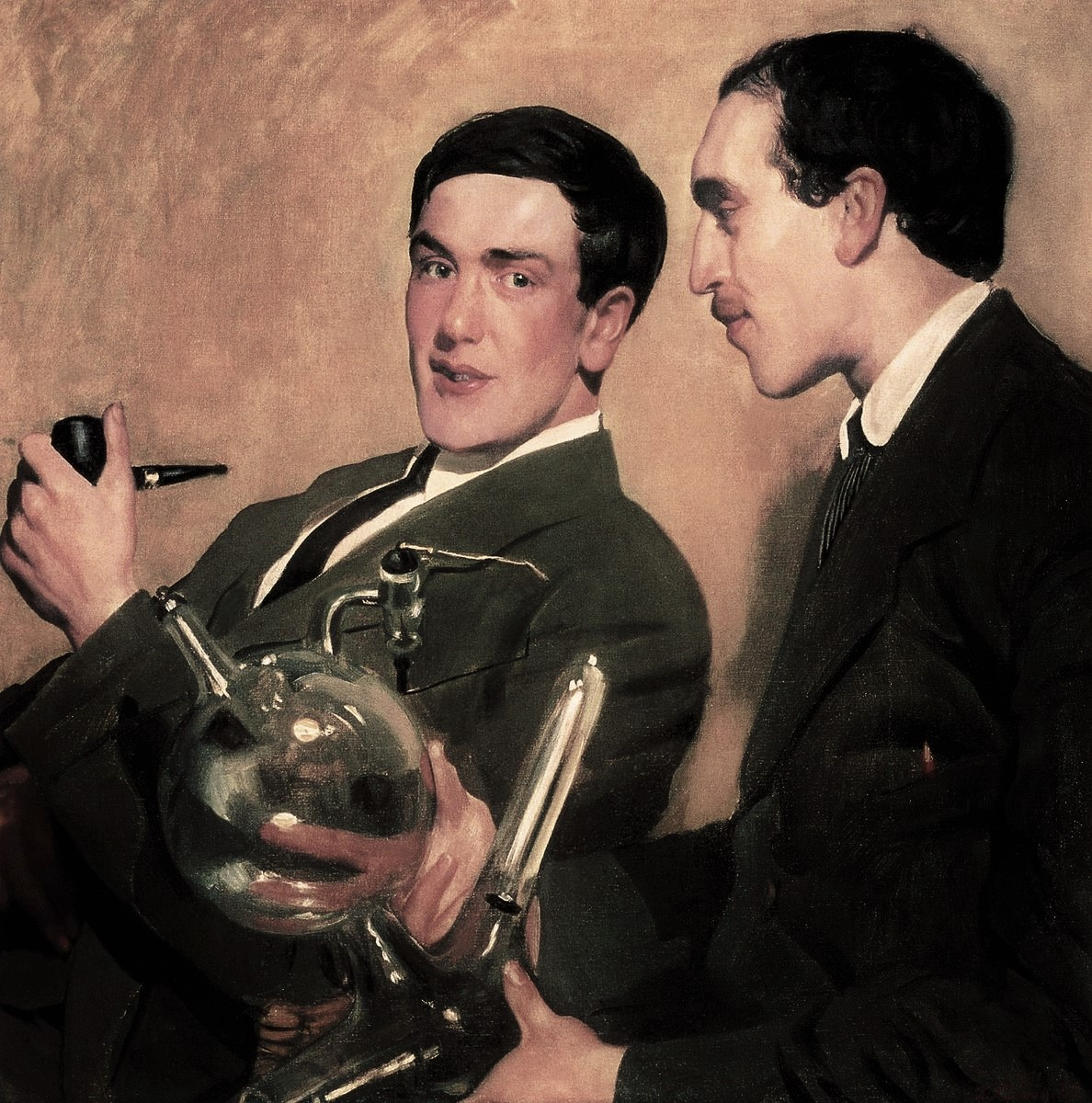
Kapitsa i Semiónov (1921)
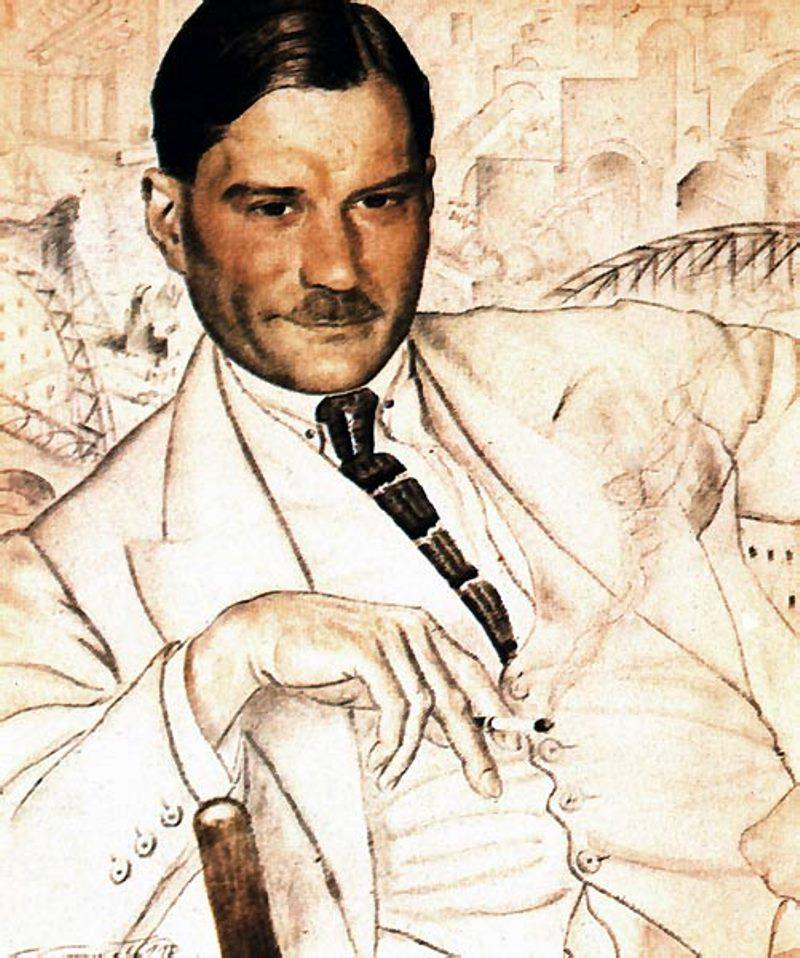
Ievgueni Zamiatin (1923)
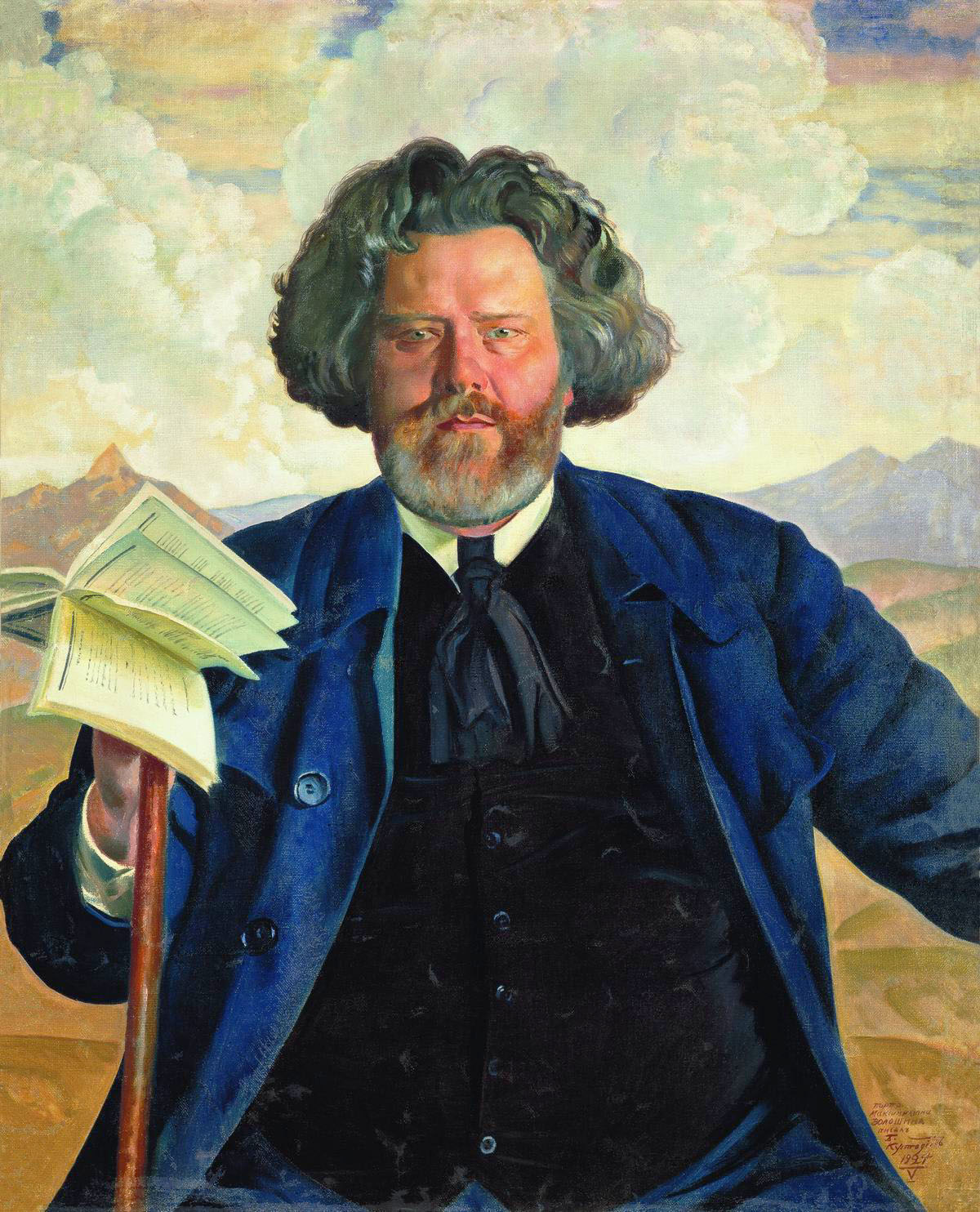
Maksimilian Voloixin (1924)
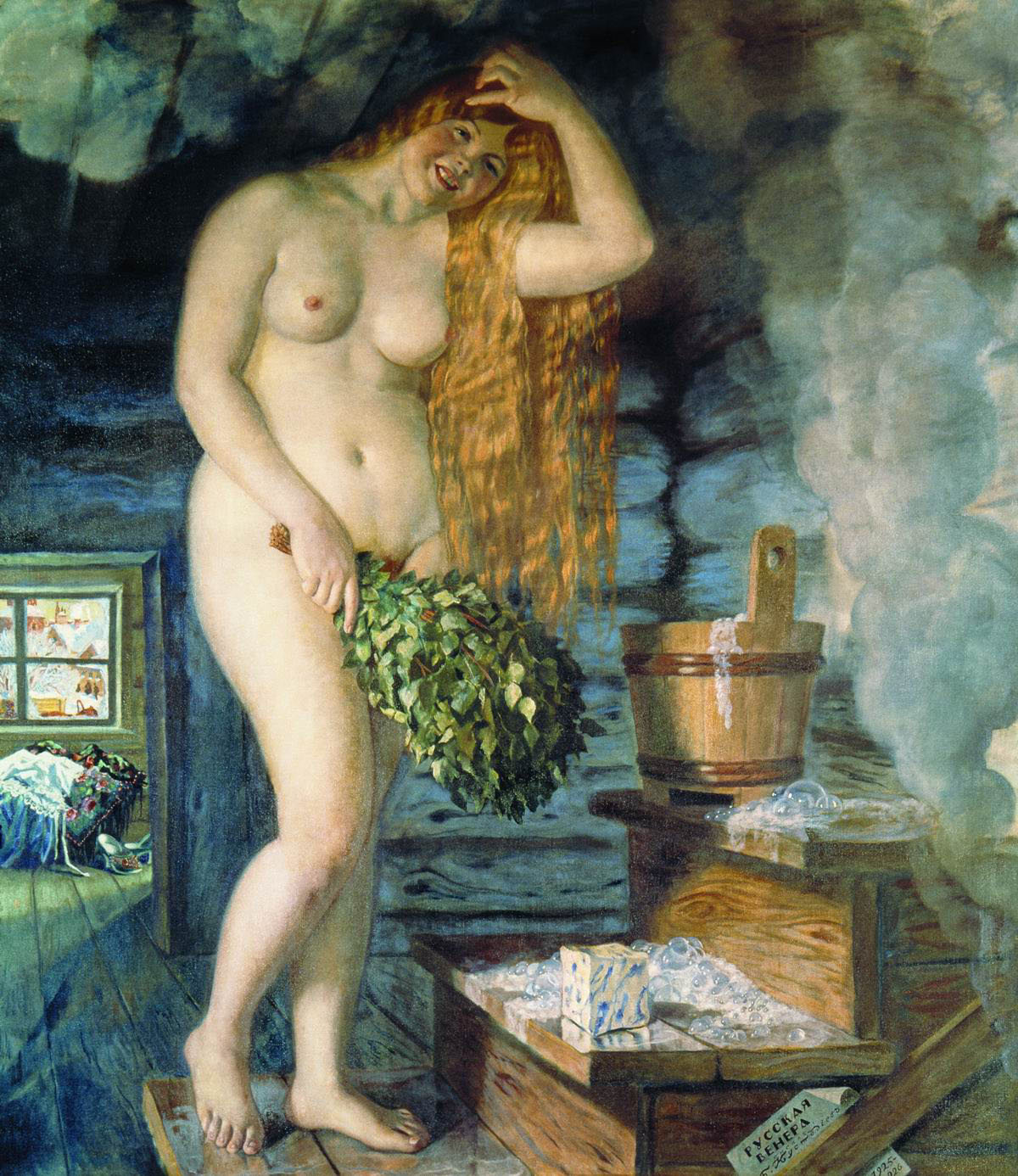
Venus russa (1926)
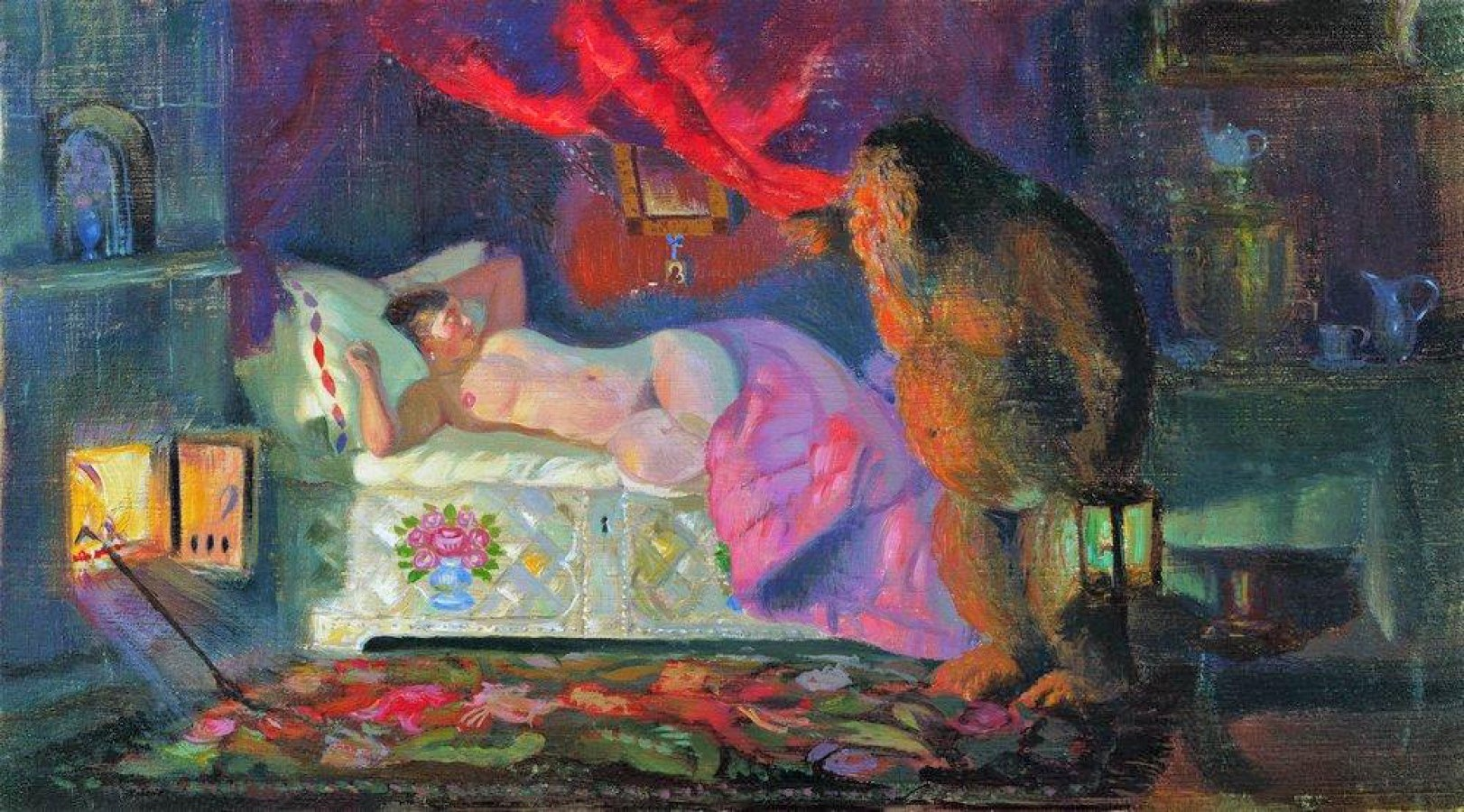
Domovoi Esposa de mercader
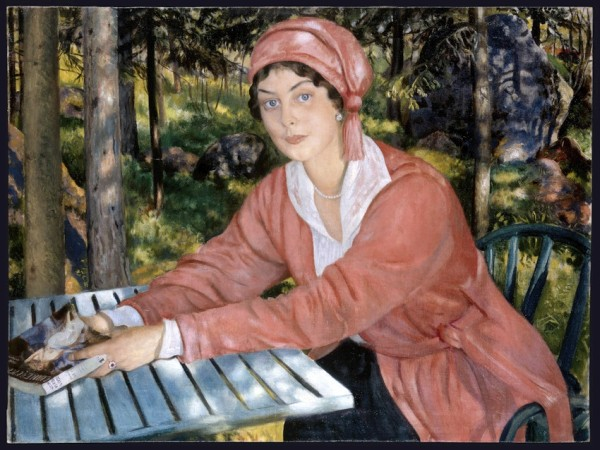
Retrat de la Comtessa Grabowska.jpg (1917)
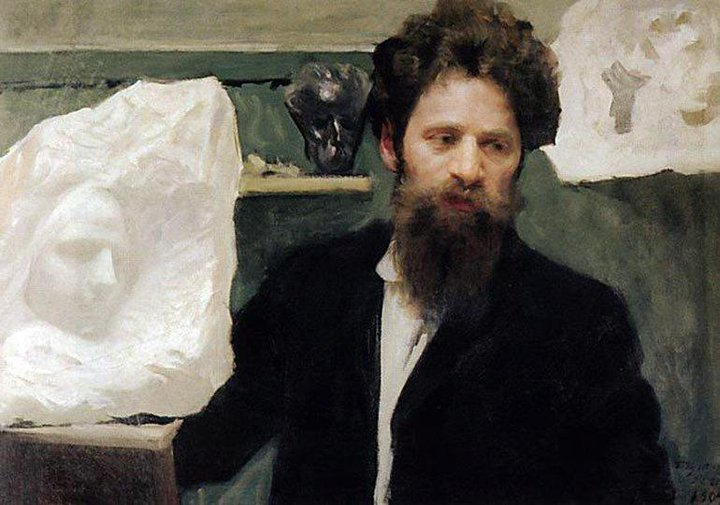
Retrat de Naüm Aronson (cap a 1910)